# Музыка времени
«Му́зыка вре́мени» — российский музыкальный телесериал, рассказывающий о создании молодёжной онлайн-группы и её участии в крупном фестивале. Производством проекта занималась Продюсерская кинокомпания «Династия» при поддержке Института развития интернета.
Премьера трёх первых серий состоялась в онлайн-кинотеатре Wink 29 октября 2024 года. По 3 новых эпизода размещались еженедельно по вторникам.
Телевизионная премьера сериала состоится 18 июля 2025 года на Пятом канале. Все серии будут показаны нон-стопом с 22:20 до 04:15.
10 июня 2025 года сериал был официально продлён на второй сезон, получивший название «Музыка времени. МАЙВЛ».

## Сюжет
Начинающие музыканты из разных стран и городов решают объединиться в онлайн-группу «Музыка времени». Для того, чтобы всем встретиться лично и громко заявить о рок-коллективе, ребята решают отправиться в Москву и выступить на Всероссийском музыкальном конкурсе «Нашествие: Молодые ветра». Победа в нём может принести музыкантам ротацию трека на «Нашем радио», запись клипа, участие в гастрольном туре и рок-фестивале «Нашествие».

## Актёры и роли

### В главных ролях
| Актёр                | Роль |
| -------------------- | --- |
| МАЙВЛ                | Василиса Майская солистка и фронтмен группы «Музыка времени» из Москвы                                     |
| Вадим Адаменко       | Костя Руденский клавишник группы «Музыка времени» из Одессы                                                |
| Владислав Терских    | Артур Соболев соло-гитарист группы «Музыка времени» из Санкт-Петербурга                                    |
| Георгий Шиханов      | Маркус Краузе барабанщик группы «Музыка времени» из Дрездена                                               |
| Феодор Овчинников    | Сергей Коваленко бас-гитарист группы «Музыка времени», переехал из Донецка в Москву, одноклассник Василисы |
| Екатерина Гусева     | Светлана однокурсница Евгения из Санкт-Петербурга                                                          |
| Александр Ф. Скляр   | дядя Саша Скляр сосед Василисы, музыкант                                                                   |
| Ольга Ломоносова     | Ольга мама Василисы                                                                                        |
| Антон Сёмкин         | Евгений папа Василисы                                                                                      |
| Маргарита Дьяченкова | Марина одноклассница Василисы и Сергея                                                                     |
| Виталий Щербина      | Горбунов одноклассник Василисы и Сергея                                                                    |
| Дамир Амангельдин    | Азамат бас-гитарист из Казахстана                                                                          |

### В ролях
| Актёр             | Роль                                                                   |
| ----------------- | ---------------------------------------------------------------------- |
| Оксана Дорохина   | Елена мама Артура                                                      |
| Николай Сердцев   | Штефан папа Маркуса                                                    |
| Коля Ноекёльн     | Анна преподаватель немецкого языка                                     |
| Раиса Дмитренко   | бабушка Кости                                                          |
| Владимир Крючков  | Марк Борисович ректор института, в котором учится Костя                |
| Геннадий Яковлев  | Гонтарь папа Кости, заместитель главы службы мобилизации города Одессы |
| Виктория Полторак | Наталья мама Сергея                                                    |
| Сергей Апрельский | папа Сергея                                                            |
| Валерия Забегаева | тётя Лена жена дяди Саши                                               |
| Дарья Кушнерова   | Вика Котова PR-менеджер группы «Музыка времени»                        |

### Специально приглашённые звёзды
| Актёр            | Роль  |
| ---------------- | ----- |
| Денис Майданов   | камео |
| Гарик Сукачёв    | камео |
| Александр Бон    | камео |
| Евгений Маргулис | камео |
| Ольга Кормухина  | камео |
| Александр Маршал | камео |
| TOBE             | камео |

## История создания
Съёмки первого сезона проходили с 25 марта по 7 июня 2024 года в Калининграде, Севастополе, Москве и Санкт-Петербурге.
2 июня 2024 года в «Кристалл-центре» города Перми телесериал был представлен в рамках программы «Почти готово» II Всероссийского фестиваля детского, семейного кино и анимации «Медвежонок».
27 июля 2024 года на площадке VK Фестиваля молодого многонационального искусства «Таврида.АРТ» в Крыму состоялся концерт-презентация телесериала.
19 сентября 2024 года о телесериале впервые рассказал его музыкальный продюсер, автор сценария и музыки, актёр Денис Майданов.
26 сентября 2024 года в московском Кибердоме телесериал был представлен на презентации нового сезона Института развития интернета.
28 октября 2024 года состоялась презентация телесериала и выход дебютного альбома «Музыка времени» исполнительницы главной роли, рок-певицы МАЙВЛ. В него вошли 13 историй, которыми артистка делится со слушателями, призывая обратить внимание на актуальные проблемы молодёжи.

## Саундтрек
| Исполнитель | Название композиции   | Автор слов и музыки |
| ----------- | --------------------- | ------------------- |
| МАЙВЛ       | Ничего не будет после | МАЙВЛ               |
|             | Сюр                   |                     |
|             | Держи меня            |                     |
|             | Сжигай                |                     |
|             | Никому и никогда      |                     |
|             | Прощай                |                     |
|             | А ты                  |                     |
|             | Многоэтажки           |                     |
|             | Бесконечна жизнь      |                     |
|             | Всё равно             |                     |
|             | Ты будешь летать      |                     |
|             | До встречи            |                     |
|             | Переходный возраст    | Денис Майданов      |